# 똔텃투옛
똔텃투옛(베트남어: Tôn Thất Thuyết / 尊室說 ❲존실설❳, 1839년 5월 12일 ~ 1913년 9월 22일)은 베트남 응우옌 왕조의 정치인, 총리대신이다. 동카인 황제와 타인타이 황제의 섭정을 맡았다. 함응이 황제 연간에 근왕 운동을 제창했고, 베트남의 독립 회복을 목표로 삼았다. 자는 박영(博英)이다.

## 생애
1839년(민망 20년), 존실정의 차남으로 후에에서 태어났다. 광남국의 주인 완복빈(阮福瀕)의 후예이다.
1883년(뜨득 35년)에 뜨득 황제가 승하하자, 존실설은 완문상 · 진천성과 함께 섭정을 역임했다. 완문상이 관료의 임명을 마음대로 하는 한편, 존실설은 군을 장악했다.
뜨득 황제는 자식이 없었기 때문에 3명의 조카(31세 완복응진(뜨득 황제의 동생인 서태공 완복홍의의 차남), 19세의 완복응시 (완복홍의의 동생인 견국공 완복홍해의 장남), 그리고 14세의 완복응등(완복홍시의 동생)를 양자로 들였다. 3명의 대신들은 완복응진을 옹립하고 즉위시켰지만, 불과 3일 만에 폐위하고 뜨득 황제의 동생 히엡호아 황제를 대신 옹립했다. 대신들의 전횡에 불만을 가진 히엡호아 황제는 존실설을 이조 상서로 이동시켜 군권을 빼앗으려 시도했다. 또한 프랑스에 접근했지만, 존실설과 완문상은 프랑스인이 없는 동안에 히엡호아 황제를 죽이고 완복응등을 황제(끼엔푹 황제, 建福帝)로 옹립했다. 끼엔푹 황제의 옹립을 반대한 진천성도 이후 살해되었다.
끼엔푹 황제도 2명의 섭정에 대한 불만 때문에 완문상과 양모 학비의 음모를 이유로 완문상을 제거하려고 했다. 이를 눈치챈 학비는 선수를 쳐서 복용하고 있는 약에 독을 넣어 독살한다.
다음 황제로 옹립된 함응이 황제의 통치기간 동안, 프랑스에 의한 식민지화가 진행되었다. 존실설은 근왕운동을 시작하자고 격문을 발표하고 프랑스에 대한 철저한 항전을 호소했다. 존실설은 함응이 황제를 산속으로 빼돌려 신소송(新所城)으로 데려가 원군을 요청했다. 프랑스는 즉시 완복응시를 동카인 황제로 옹립했다.
존실설의 아들 존실담과 존실합도 함응이 황제와 함께 항불 운동을 계속했다. 1887년(동경 2년) 11월, 존실설은 청나라로 가서 원군을 요청했다. 다음 해 1888년(동경 3년)에 함의제가 프랑스에 사로 잡히게 되면서 존실담과 존실합은 순국했다.
존실설은 청나라에서 여생을 보냈고, 1913년에 광동성 연주에서 사망했다

## 같이 보기
- 응우옌반뜨엉
- 쩐띠엔타인